# Зоран Цвијетић
Зоран Цвијетић (29. април 1962 — Лукавица, 11. јануар 1994) је био први начелник Центра служби безбједности Сарајевско-романијско-бирчанске регије и први министар унутрашњих послова Српске аутономне области Романија. Један је од оснивача Министарства унутрашњих послова Републике Српске.

## Живот
Рођен је 1962. године. До априла 1992. године је био начелник Станице јавне безбједности Соколац, када је именован за начелника Центра јавне безбједности Српско Сарајево.
Погинуо је у 1994. у Лукавици погођен снајперским мецима припадника Армије Републике БиХ који су испаљени са оближњег брда Мојмила.

## Спомен-обиљежје
На мјесту његове погибије подигнуто је спомен-обиљежје, које се налази поред Електротехничког факултета Универзитета у Источном Сарајеву у источносарајевском насељу Лукавица.